# Сталь
Ста́ль, або кри́ця — сплав заліза з вуглецем, який містить від 0,02 до 2,14 % вуглецю і домішок (кремній, марганець, сірка, фосфор та гази).
За вмістом вуглецю сталі поділяють на дві групи:
- м'яка сталь, або технічне залізо (містить до 0,3 % вуглецю).
- тверда сталь (містить від 0,3 до 2,14 % вуглецю).

## Історія
Сталь отримано з чавуну у II ст. до нашої ери китайськими металургами. Спосіб отримав назву «сто очищувань» і полягав у багаторазовому інтенсивному обдуванні повітрям розплавленого чавуну під час його перемішування. Це призводило до зменшення частки вуглецю в металі й наближення його до властивостей сталі. Винайдення сталі згадано у трактаті «Хайнаньцзи» (122 р. до н. е.).
Кельти виробляли сталь для покриття нею зброї і інструментів. Одержували її навуглецюванням штиби заліза у полум'ї деревного вугілля. Отримане в такий спосіб сталеве лезо наварювалося (методом пічного або ковальського зварювання) на м'яку залізну основу. Кельти досягли великих результатів у виробництві наварних виробів.
Іншим стародавнім способом одержання сталі є тигельна плавка з руд у тиглях, уміщених у спеціальні розігрювальні горна. Для плавки використовували тиглі заввишки 1,2 м, з внутрішнім діаметром до 12 см. У склад шихти входили залізна руда, деревне вугілля і флюси. Після остигання з тигля діставали невеличкий сталевий зливок. Така плавка особливого розвитку досягла на Сході. Вона дозволяла отримувати сталь високої якості, однак у невеликій кількості. У тиглі переплавляли також ковке залізо, яке навуглецьовувалося і через зменшення температури його плавлення плавилося. Шматок сталі діставався у охолодженому твердому стані, його проковували й в такий спосіб отримували сталеву заготовку для виготовлення холодної зброї. Сталь з тіглів виходила високовуглицева — містила понад 1 % вуглецю.:25–48 Тигельна сталь зі Сходу була відома в Європі. Тигельне виробництво набуло розвитку в Індії, Персії і Центральній Азії.:25–48 Однак, основним способом виробки заліза — але не сталі — були сиродутне горно (з руди), кричне горно і пудлінгова піч (з чавуну).
Окрім кельтів, у Європі з часів Стародавнього світу до раннього Середньовіччя єдиним доступним людині видом заліза було ковке залізо (зварне залізо), що його одержували у сиродутних горнах. :12[уточнити] На відміну від сталі таке залізо містило менше вуглецю і, відповідно, мало відмінні від сталі властивості (було м'якішим тощо), містило включення шлаку. Цей вид заліза одержували не у рідкому, а у тістоподібному стані. Винайдені пізніше способи виробництва заліза з чавуну методами кричної переробки (14 століття) і пудлінгування (1784) давали так само ковке (зварне) залізо.
Лише у 16 столітті в Європі навчилися отримувати сталь, — з ковкого (зварного) заліза методом цементації. Він полягав у довгому (протягом кількох днів) прогріванні штаб або прутків з ковкого заліза з деревним вугіллям у герметичній ємності, внаслідок чого відбувалося навуглецювання заліза. Вперше процес цементації було описано у книзі, виданій у Празі у 1574 році. Перший патент на нього отримано в Англії у 1614 році. Даний спосіб все ще не дозволяв отримувати сталь у рідкому стані.
Про сталь як сорт заліза згадує Ґеорґіус Аґрікола у своїй роботі De Re Metallica (1556) і описує технологію її отримання.

Роль різних способів виробництва сталі у період 1860—2014 років.

У 1740-х роках британський винахідник Бенджамін Гантсман винайшов спосіб одержання ливарної сталі у тиглях шляхом переплавки суміші шматків ковкого (зварного) заліза, чавуну й флюсу. Спосіб вперше в Європі дозволив отримувати сталь у рідкому стані. Однак, тигельною плавкою одержували сталь у порівняно невеликій кількості.
У 1854 році британський винахідник Генрі Бессемер запатентував конвертер для переділу рідкого чавуну в сталь продуванням повітря без витрат пального, який став основою так званого бесемерівського процесу. Це був перший в історії чорної металургії спосіб масового виробництва сталі. Її отримували у рідкому стані, що дозволяло використовувати сталь як у виробництві заготовок для прокатного виробництва так і у ливарному виробництві.
Надалі були винайдені інші способи виплавки сталі — мартенівський (1864), томасівський (1878), електродуговий (1901), киснево-конверторний (1952). В різні періоди світового розвитку сталеплавильного виробництва домінували різні способи виробництва сталі. На сьогодні домінує киснево-конверторний спосіб одержання сталі, на який припадає 70 % її виробництва.

## Показники світового виробництва сталі

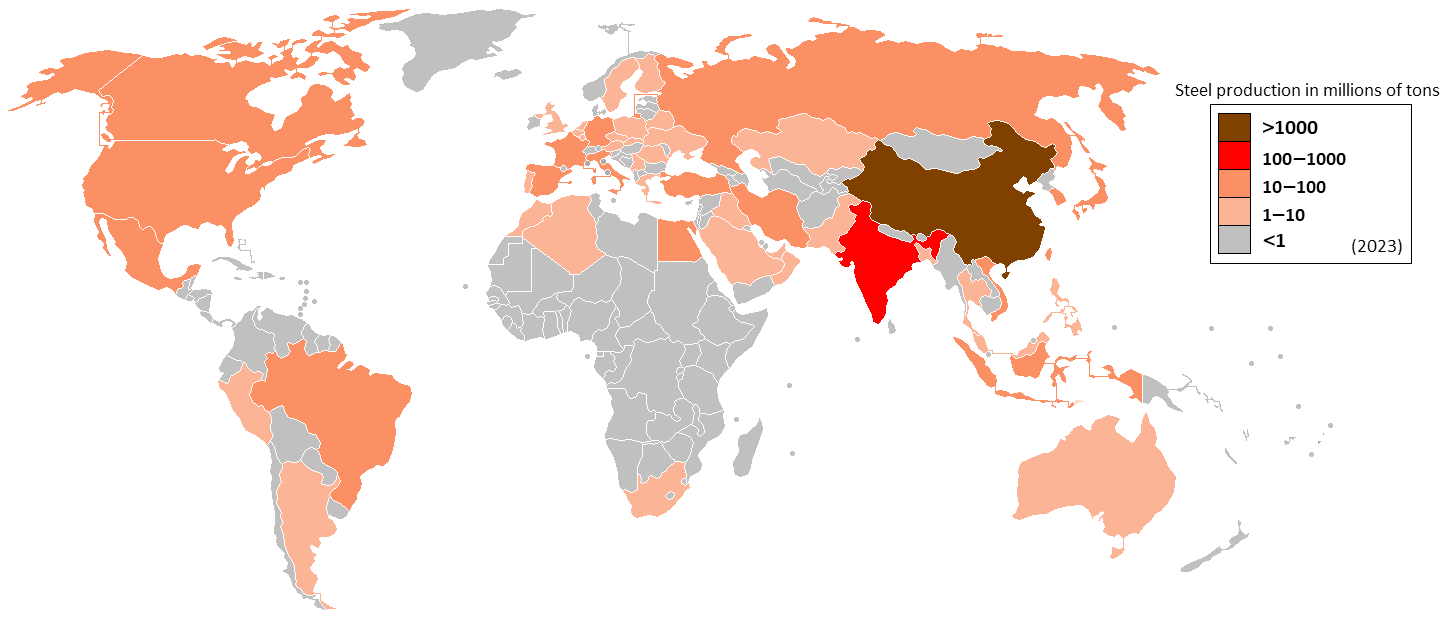
Країни-виробники сталі у 2023

| Рік  | Кількість | Рік  | Кількість | Рік  | Кількість   | Рік  | Кількість |
| ---- | --------- | ---- | --------- | ---- | ----------- | ---- | --------- |
| 1950 | 189       | 1985 | 719       | 2000 | 848 (850)   | 2015 | 1627      |
| 1955 | 270       | 1990 | 770       | 2001 | 850         | 2017 | 1739      |
| 1960 | 347       | 1995 | 752 (753) | 2002 | 904         | 2019 | 1880      |
| 1965 | 456       | 1996 | 750       | 2003 | 969         | 2020 | 1885      |
| 1970 | 595       | 1997 | 799       | 2004 | 1067        | 2021 | 1963      |
| 1975 | 644       | 1998 | 777       | 2005 | 1132 (1148) | 2022 | 1890      |
| 1980 | 717       | 1999 | 789       | 2010 | 1435        | 2023 | 1892      |

Україна станом на 2008 р. займає 5-те місце у світі за обсягами експорту сталі, 76,46 % сталі, що її виробляють на світовому ринку, припадає на 10 провідних країн. Станом на 2016 р. Україна входить у десятку світових виробників сталі.

## Виробництво сталі
Суть процесу переробляння чавуну на сталь полягає у зменшуванні до потрібної концентрації вмісту вуглецю і шкідливих домішок — фосфору і сірки, які роблять сталь крихкою і ламкою.
Залежно від способу окиснювання вуглецю є різні способи переробляння чавуну на сталь: конверторний, мартенівський і електротермічний. До фінансової кризи в 2008 році Україна залишалася однією з небагатьох країн, де широко використовували мартенівський спосіб виплавляння сталі, що є досить енергозатратним та екологічно шкідливим. Наразі більшість мартенівських печей в Україні виведено з експлуатації, а ті що лишилися, невдовзі також будуть закриті. Мартенівський спосіб виплавляння сталі не витримує конкуренції, що загострилася на світових ринках після 2008 р. Таким чином зараз в Україні, як і в усьому світі, переважну більшість сталевої продукції виробляють конвертерним способом.

### Конверторний спосіб

Киснево-конверторний спосіб одержання сталі

За цим способом окиснювання надлишку вуглецю та інших домішок чавуну проводять киснем повітря, який продувають крізь розплавлений чавун під тиском у спеціальних печах — конверторах. Конвертор — це грушоподібна сталева піч, обфутерована всередині вогнетривкою цеглою. Він може повертатися навколо своєї осі. Місткість конвертора 50–60 т сталі. Матеріалом його футеровання служить або динас (до складу якого входять головним чином SiO2; що має кислотні властивості), або доломітна маса (суміш CaO і MgO, які одержують із доломіту MgCO3 • CaCO3. Ця маса має основні властивості. Залежно від матеріалу футеровання печі конверторний спосіб поділяють на два види: бессемерівський і томасівський.

### Бессемерівський спосіб

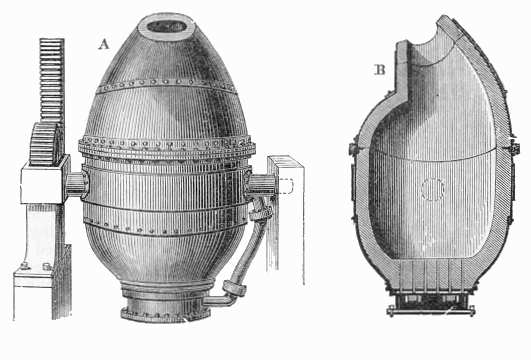
Схематичне зображення конвертора Бесемера

Бессемерівським способом переробляють чавуни, які містять мало фосфору і сірки й багаті на кремній (не менше 2 %). Такі чавуни можуть називатися бесемерівськими чавунами. При продуванні кисню спочатку окиснюється кремній із виділенням значної кількості тепла. Внаслідок цього початкова температура чавуну приблизно з 1300 °C швидко піднімається до 1500—1600 °C. Вигоряння 1 % Si обумовлює підвищення температури на 200 °C.
Близько 1500 °C починається інтенсивне вигоряння вуглецю. Разом із ним інтенсивно окиснюється й залізо, особливо під кінець вигоряння кремнію і вуглецю:
- Si + O2 = SiO2
- 2C + O2 = 2CO ↑
- 2Fe + O2 = 2FeO

Монооксид заліза FeO, що утворюється, добре розчиняється в розплавленому чавуні і частково переходить у сталь, а частково реагує з SiO2 й у вигляді силікату заліза FeSiO3 переходить у шлак:
- FeO + SiO2 = FeSiO3

Фосфор повністю переходить із чавуну в сталь, бо P2O5 при надлишку SiO2 не може реагувати з основними оксидами, оскільки SiO2 з останніми реагує більш енергійно. Тому фосфористі чавуни переробляти в сталь цим способом не можна.
Усі процеси в конверторі йдуть швидко — протягом 10–20 хвилин, бо кисень повітря, що продувається через чавун, реагує з відповідними речовинами відразу по всьому об'єму металу. При продуванні повітря, збагаченого киснем, процеси прискорюються.
Монооксид вуглецю CO, що утворюється при вигорянні вуглецю, пробулькуючи вгору, згоряє там, утворюючи над горловиною конвертора факел світлого полум'я, який у міру вигоряння вуглецю зменшується, а потім зовсім зникає, що і служить ознакою закінчення процесу.
Одержувана при цьому сталь містить значні кількості розчиненого монооксиду заліза FeO, який сильно знижує якість сталі. Тому перед розливною сталь треба обов'язково розкиснювати за допомогою різних розкисників — феросиліцію, феромангану або алюмінію:
- 2FeO + Si =2Fe + SiO2
- FeO + Mn = Fe + MnO
- 3FeO + 2Al = 3Fe + Al2O3

Монооксид мангана MnO як основний оксид реагує з SiO2 і утворює силікат мангана MnSiO3, який переходить у шлак. Оксид алюмінію як нерозчинна при цих умовах речовина теж спливає наверх і переходить у шлак.
Незважаючи на простоту і велику продуктивність, бессемерівський спосіб тепер не досить поширений, оскільки він має ряд істотних недоліків. Так, чавун для бессемерівського способу повинен бути з найменшим вмістом фосфору і сірки, що далеко не завжди можливо. При цьому способі відбувається дуже велике вигоряння металу, і вихід сталі становить лише 90 % від маси чавуну, а також витрачається багато розкисників. Серйозним недоліком є неможливість регулювання хімічного складу сталі.
Бесемерівська сталь містить звичайно менше 0,2 % вуглецю і використовується як технічне залізо для виробництва дроту, болтів, дахового заліза тощо.

### Томасівський спосіб
Томасівським способом переробляють чавун із великим вмістом фосфору (до 2 % і більше). Такий чавун називають томасівським чавуном. Основна відмінність цього способу від бессемерівського полягає в тому, що футеровку конвертора роблять з оксидів магнію і кальцію (які одержують із доломіту MgCO3 · CaCO3). Крім того, до чавуну додають ще до 15 % CaO. Унаслідок цього шлакоутворюючі речовини містять значний надлишок оксидів з основними властивостями.
У цих умовах фосфатний ангідрид P2O5, який виникає при згорянні фосфору, взаємодіє з надлишком CaO з утворенням фосфату кальцію, що переходить у шлак:
- 4P + 5O2 = 2P2O5
- P2O5 + 3CaO = Ca3(PO4)2

Реакція горіння фосфору є одним із головних джерел тепла при цьому способі. При згорянні 1 % фосфору температура конвертора піднімається на 150 °C.
Сірка виділяється в шлак у вигляді нерозчинного в розплавленій сталі сульфіду кальцію CaS, який утворюється внаслідок взаємодії розчинного FeS із CaO за реакцією:
- FeS + CaO = FeO + CaS

Усі останні процеси відбуваються так само, як і при бессемерівському способі. Недоліки томасівського способу такі ж, як і бессемерівського. Томасівська сталь також маловуглецева і використовується як технічне залізо для виробництва дроту, дахового заліза тощо.
В СРСР томасівський спосіб застосовують для переробки фосфористого чавуну з керченського бурого залізняку. Одержуваний при цьому шлак містить до 20 % P2O5. Його розмелюють і застосовують як фосфорне добриво на кислих ґрунтах.

### Мартенівська піч
Мартенівський спосіб відрізняється від конверторного тим, що випалювання надлишку вуглецю в чавуні відбувається за рахунок не лише кисню повітря, а й кисню оксидів заліза, які додаються у вигляді залізної руди та іржавого залізного брухту.

Мартенівська піч

Мартенівська піч складається з плавильної ванни, перекритої склепінням із вогнетривкої цегли, і особливих камер регенераторів для попереднього підогріву повітря і горючого газу. Регенератори заповнені насадкою з вогнетривкої цегли. Коли перші два регенератори нагріваються пічними газами, горючий газ і повітря вдуваються в піч через розжарені третій і четвертий регенератор. Через деякий час, коли перші два регенератори нагріваються, потік газів спрямовують у протилежному напрямку і т. д.
Плавильні ванни потужних мартенівських печей мають довжину до 16 м, ширину до 6 м і висоту понад 1 м. Місткість таких ванн досягає 500 т сталі. У плавильну ванну завантажують залізний брухт і залізну руду. До шихти додають також вапняк як флюс. Температура печі підтримується при 1600—1650 °C і вище. Вигоряння вуглецю і домішок чавуну в перший період плавки відбувається головним чином за рахунок надлишку кисню в горючій суміші за тими ж реакціями, що і в конверторі, а коли над розплавленим чавуном утвориться шар шлаку — за рахунок оксидів заліза
- 4Fe2O3 + 6Si = 8Fe + 6SiO2
- 2Fe2O3 + 6Mn = 4Fe + 6MnO
- Fe2O3 + 3C = 2Fe + 3CO ↑
- 5Fe2O3 + 2P = 10FeO + P2O5
- FeO + C = Fe + CO ↑

Внаслідок взаємодії основних і кислотних оксидів утворюються силікати і фосфати, які переходять у шлак. Сірка теж переходить у шлак у вигляді сульфіду кальцію:
- MnO + SiO2 = MnSiO3
- 3CaO + P2O5 = Ca3(PO4)2
- FeS + CaO = FeO + CaS

Мартенівські печі, як і конвертори, працюють періодично. Після розливки сталі піч знову завантажують шихтою і т. д. Процес переробки чавуну в сталь у мартенах відбувається відносно повільно протягом 6–7 годин. На відміну від конвертора в мартенах можна легко регулювати хімічний склад сталі, додаючи до чавуну залізний брухт і руду в тій чи іншій пропорції. Перед закінченням плавки нагрівання печі припиняють, зливають шлак, а потім додають розкисники. В мартенах можна одержувати і леговану сталь. Для цього в кінці плавки додають до сталі відповідні метали або сплави.

### Електротермічний спосіб

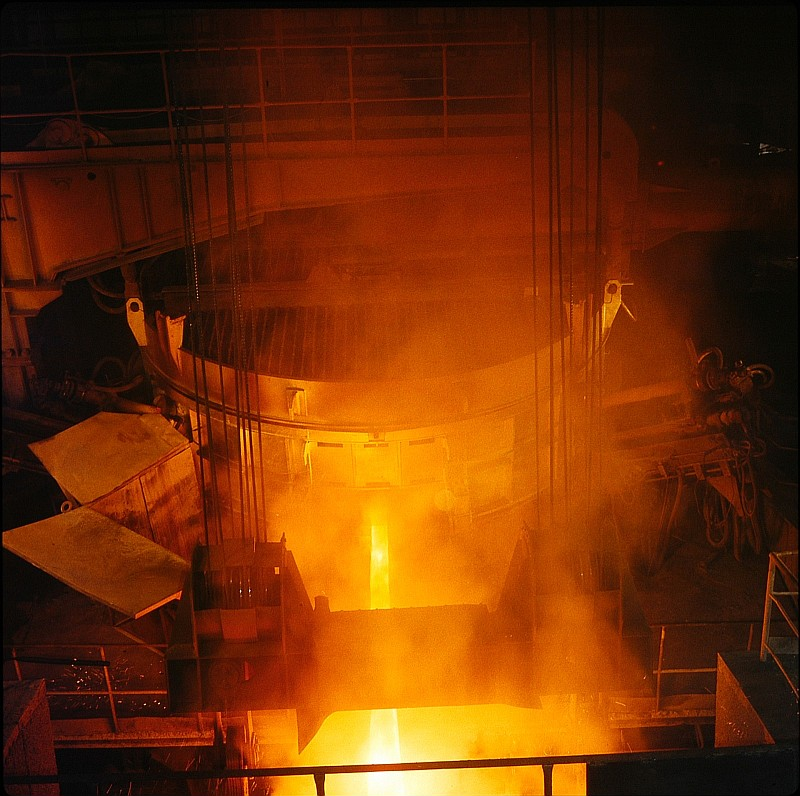
Електроплавлення сталі

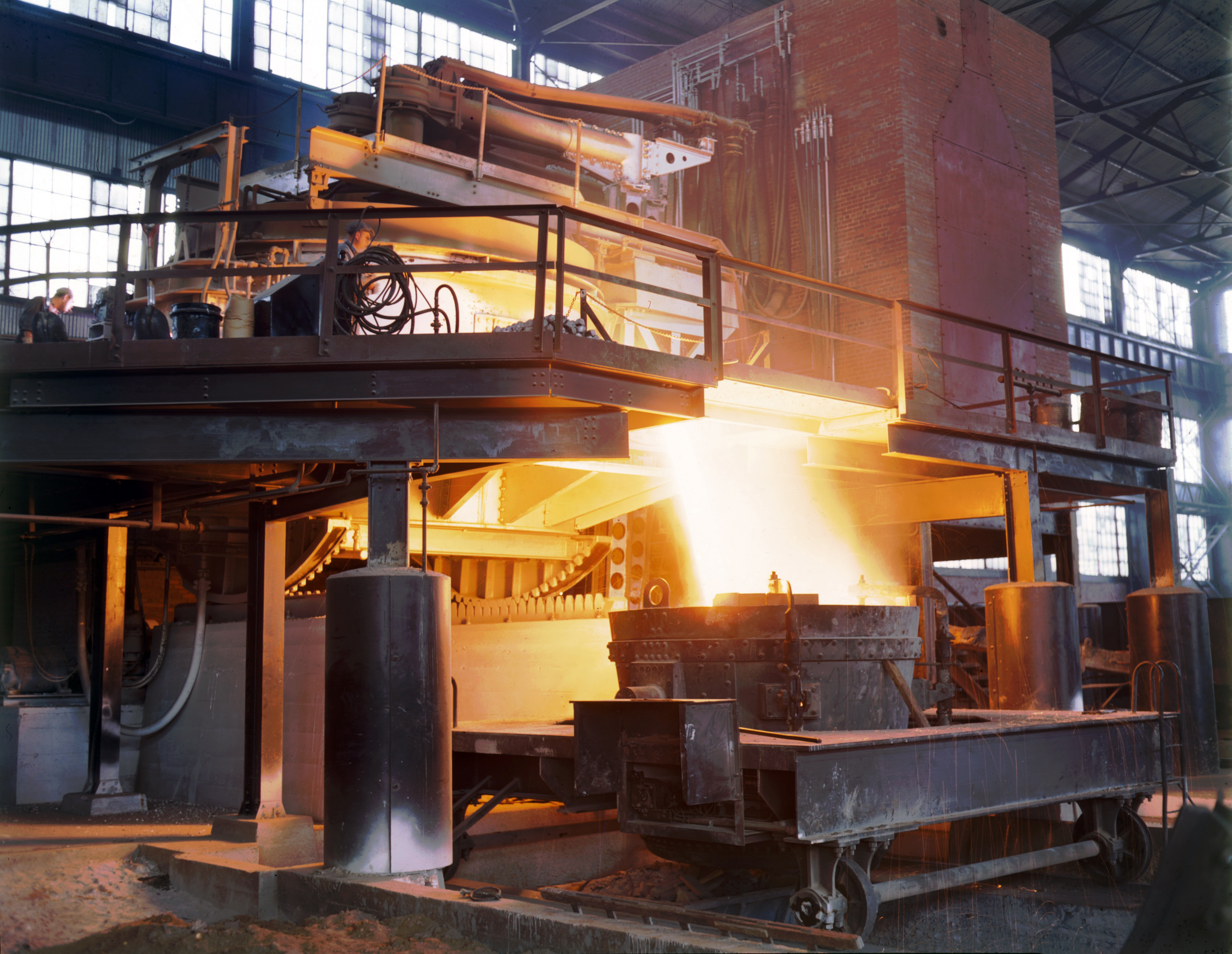
Електродугове виробництво сталі

Електротермічний спосіб має перед мартенівським і особливо конверторним цілий ряд переваг. Цей спосіб дозволяє одержувати сталь дуже високої якості і точно регулювати її хімічний склад. Доступ повітря в електропіч незначний, тому утворюється значно менше монооксиду заліза FeO, що забруднює сталь і знижує її властивості. Температура в електропечі — не нижче 2000 °C. Це дозволяє проводити плавку сталі на сильно основних шлаках (які важко плавляться), при яких повніше видаляється фосфор і сірка. Крім того, завдяки дуже високій температурі в електропечах можна легувати сталь тугоплавкими металами — молібденом і вольфрамом. Але в електропечах витрачається дуже багато електроенергії — до 800 кВт·год на 1 т сталі. Тому цей спосіб застосовують лише для одержання високоякісної спецсталі.
Електропечі бувають різної місткості — від 0,5 до 180 т. Футеровку печі роблять зазвичай основною (з CaO і MgO). Склад шихти може бути різний. Інколи вона складається на 90 % із залізного брухту і на 10 % із чавуну, інколи у ній переважає чавун із добавками у певній пропорції залізної руди і залізного брухту. До шихти додають також вапняк або вапно як флюс. Хімічні процеси при виплавці сталі в електропечах ті ж самі, що і в мартенах.

## Класифікація
Сталі класифікують за різними ознаками:
- Хімічний склад:
  - вуглецеві:
    - маловуглецеві (до 0,25 % C);
    - середньовуглецеві (0,3–0,55 % C);
    - високовуглецеві (0,6–0,85 % C);

  - леговані (залежно від того, які елементи введено до їхнього складу):
    - хромисті;
    - марганцевисті;
    - хроммарганцевисті;
    - хромнікелеві;
- Якість (якість сталі залежить від металургійного процесу виробництва; якість визначається вмістом у сталі газів кисню, водню, азоту та шкідливих домішок сірки і фосфору):
  - звичайної якості;
  - якісні;
  - високоякісні;
  - особливо високоякісні.
- Спосіб розкиснення:
  - спокійні;
  - напівспокійні;
  - киплячі (кипляча сталь — не повністю розкиснена в печі. Виділення газів відбувається й при затвердінні виливка, тому в ньому утворюється велика кількість розосереджених газових бульбашок. Вони зникають при подальшій гарячій прокатці. Найдешевша.)
- Призначення:
  - конструкційні;
  - інструментальні;
  - особливих властивостей.

## Властивості сталі

### Фізичні властивості
- густина ρ ≈ 7,86 г/см³[9];
- коефіцієнт лінійного теплового розширення α = 11–13·10−6 K−1;
- коефіцієнт теплопровідності k = 58 Вт/(м·K);
- модуль Юнга E = 200—220 ГПа;
- модуль зсуву G = 80 ГПа;
- коефіцієнт Пуассона ν = 0,28–0,30;
- питомий опір (20 °C, 0,37–0,42 % вуглецю) = 1,71·10−7 Ом·м

### Механічні і технологічні показники
Ці параметри характеризують можливості сталі до використання у промисловості.
- Границя пружності — визначає максимальне напруження після досягнення якого матеріал повертається до вихідних розмірів.
- Границя міцності (тимчасовий опір) — умовне механічне напруження, що відповідає найбільшому зусиллю, що досягається в процесі деформування зразка матеріалу, досягнутому до поділу зразка на частини, котре відповідає максимуму на діаграмі деформування і позначається σв.
- Границя текучості — визначається як напруження σт у матеріалі, при якому він починає деформуватися пластично.
- Ударна в'язкість — здатність матеріалу поглинати механічну енергію в процесі деформації і руйнування під дією ударного навантаження.
- Границя витривалості — максимальне за абсолютним значенням напруження циклу, за якого ще не відбувається руйнування матеріалу від втоми протягом заданої кількості циклів навантажування.
- Тривала міцність — властивість матеріалу протидіяти руйнуванню при довгочасній дії статичного навантаження та високої температури.
- Твердість — властивість матеріалу опиратися проникненню до нього іншого, твердішого тіла. Твердість сталі визначається вмістом у ній вуглецю і, залежно від термічної обробки, може становити 96–600 HB.

### Залежність властивостей від складу і структури
Властивості сталей залежать від їх складу і структури, які формуються присутністю та процентним вмістом наступних складових.
- Вуглець — складова, із збільшенням вмісту якої у сталі збільшується її твердість і міцність, при цьому пластичність зменшується.
- Кремній і марганець у межах (0,5–0,7 %) істотного впливу на властивість сталі не справляють.
- Сірка є шкідливою домішкою, утворює з залізом хімічну сполуку FeS (сірчисте залізо). Сірчисте залізо у сталях утворює із залізом евтектику з температурою плавлення 1258 К, яка обумовлює червоноламкість матеріалу при обробці тиском із підігріванням. Указана евтектика при термічній обробці розплавляється, у результаті чого між зернами втрачається зв'язок з утворенням тріщин. Крім цього, сірка зменшує пластичність і міцність сталі, стійкість до зношування та корозійну стійкість.
- Фосфор надає сталі холодноламкості (крихкість при понижених температурах). Це пояснюється тим, що фосфор спричиняє сильну внутрішньокристалічну ліквацію.
- Ферит — залізо з об'ємноцентрованою кристалічною ґраткою і сплави на його основі є фазою м'якою і пластичною.
- Цементит — карбід заліза, хімічна сполука з формулою Fe3C, навпаки, надає сталі твердості та крихкості.
- Перліт — евтектоїдна суміш двох фаз — фериту і цементиту, містить 1/8 цементиту і тому має підвищену міцність і твердість порівняно з феритом. Тому доевтектоїдні сталі набагато пластичніші, ніж заевтектоїдні.

Сталі містять до 2,14 % вуглецю. Фундаментом науки про сталь, як сплаву заліза з вуглецем є діаграма стану сплавів залізо-вуглець — графічне відображення фазового стану сплавів заліза з вуглецем залежно від їхнього хімічного складу і температури.
Для покращення механічних та інших характеристик сталей застосовують легування. Головна мета легування переважної більшості сталей — підвищення міцності за рахунок розчинення легуючих елементів у фериті та аустеніті, утворення карбідів та збільшення прогартовуваності. Крім того, легуючі елементи можуть підвищувати стійкість проти корозії, теплостійкість, жаростійкість (окалиностійкість), жароміцність та ін. Такі елементи як хром, марганець, молібден, вольфрам, ванадій, титан утворюють карбіди, а нікель, кремній, мідь, алюміній карбідів не утворюють. Марганець та нікель знижують критичні точки А1 і А3, а решта — підвищують. Крім того, легуючі елементи зменшують критичну швидкість охолодження при гартуванні, що необхідно враховувати при призначенні режимів гартування (температури нагрівання та середовища для охолодження). При значній кількості легуючих елементів може суттєво змінитись структура, що приводить до утворення нових структурних класів порівняно з вуглецевими сталями.

## Термообробка сталі

### Види термообробки

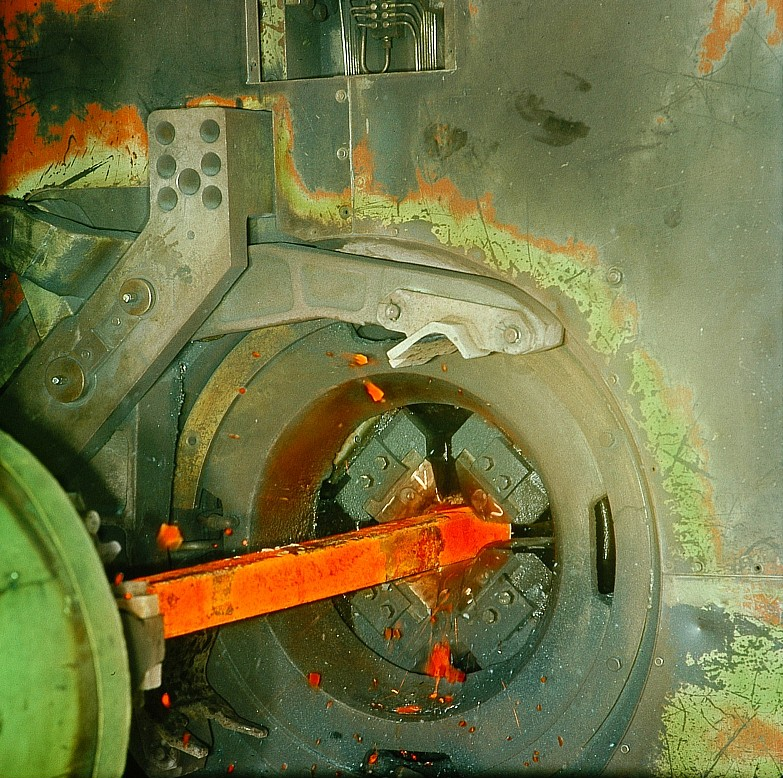
Кування сталевої заготовки

Сталь у вихідному стані досить пластична, її можна обробляти шляхом деформування: кувати, вальцювати, штампувати. Характерною особливістю сталі є її здатність суттєво змінювати свої механічні властивості після термічної обробки сутність котрої полягає у зміні структури сталі при нагріванні, витримці та охолодженні, відповідно до спеціального режиму. Розрізняють такі види термічної обробки:
- відпал;
- нормалізація;
- загартування;
- відпуск.

Чим багатша сталь на вуглець, тим вона твердіша після термічної обробки. Сталь із вмістом вуглецю до 0,3 % (технічне залізо) загартовуванню практично не піддається.

### Вплив термообробки на твердість деяких сталей
| Марки сталі | Термообробка                                                       | Твердість (серцевина-поверхня) |
| ----------- | ------------------------------------------------------------------ | ------------------------------ |
| 35          | Нормалізація                                                       | 163—192 HB                     |
| 40          | Гартування + Високий відпуск                                       | 192—228 HB                     |
| 45          | Нормалізація                                                       | 179—207 HB                     |
| 45          | Гартування + Високий відпуск                                       | 235—262 HB                     |
| 55          | Гартування + Високий відпуск                                       | 212—248 HB                     |
| 60          | Гартування + Високий відпуск                                       | 217—255 HB                     |
| 70          | Гартування + Високий відпуск                                       | 229—269 HB                     |
| 80          | Гартування + Високий відпуск                                       | 269—302 HB                     |
| У9          | Відпалювання                                                       | 192 HB                         |
| У9          | Гартування                                                         | 50—58 HRC                      |
| У10         | Відпалювання                                                       | 197 HB                         |
| У10         | Гартування                                                         | 62—63 HRC                      |
| 40Х         | Гартування + Високий відпуск                                       | 235—262 HB                     |
| 40Х         | Гартування + Високий відпуск + Гартування струмами високої частоти | 45-50 HRC; 269—302 HB          |
| 40ХН        | Гартування + Високий відпуск                                       | 235—262 HB                     |
| 40ХН        | Гартування + Високий відпуск + Гартування струмами високої частоти | 48-53 HRC; 269—302 HB          |
| 35ХМ        | Гартування + Високий відпуск                                       | 235—262 HB                     |
| 35ХМ        | Гартування + Високий відпуск + Гартування струмами високої частоти | 48-53 HRC; 269—302 HB          |
| 35Л         | Нормалізація                                                       | 163—207 HB                     |
| 40Л         | Нормалізація                                                       | 147 HB                         |
| 40ГЛ        | Гартування + Високий відпуск                                       | 235—262 HB                     |
| 45Л         | Гартування + Високий відпуск                                       | 207—235 HB                     |

## Хіміко-термічна обробка сталей
Хіміко-термічна обробка сталей на додаток до змін у структурі сталі також приводить до зміни хімічного складу поверхневого шару шляхом додавання різних хімічних речовин до певної глибини поверхневого шару. Ці процедури вимагають використання контрольованих систем нагрівання та охолодження в спеціальних середовищах. Серед найпоширеніших цілей, що ставляться при використанні цих технологій є підвищення твердості поверхні при високій в'язкості серцевини, зменшення сил тертя, підвищення стійкості до зношування, підвищення стійкості до втоми та покращення корозійної стійкості. До цих методів належать:
- Цементація (C) збільшує твердість поверхні м'якої сталі через збільшення концентрації вуглецю у поверхневих шарах.
- Азотування (N) як і цементація збільшує поверхневу твердість та зносостійкість сталі.
- Ціанування і нітроцементація (N+C) — це процес одночасного насичення поверхні сталей вуглецем і азотом. При ціануванні використовують розплави солей, які мають у своєму складі групу NaCN, а при нітроцементації — суміш аміаку з газами, які мають у складі вуглець (СО, СН4 та ін.). Після ціанування і нітроцементації проводять гартування і низьке відпускання.
- Сульфатування (S) — насичення поверхні сіркою, що покращує припрацювання тертьових поверхонь деталей, зменшується коефіцієнт тертя.
- Дифузійна металізація — насичення поверхневого шару виробу різними металами. Дифузійна металізація проводиться для підвищення твердості, корозійної стійкості, жаростійкості, блиску і естетичного вигляду. Найпоширеніші види дифузійної металізації: алітування, хромування, борування, берилізація, титанування.

## Призначення сталей

### Призначення вуглецевих сталей звичайної якості
| Марки сталі | Призначення |
| ----------- | --- |
| Ст0         | Невідповідальні будівельні конструкції, прокладки, шайби |
| Ст1         | Малонавантажені деталі конструкцій: заклепки, шайби, шплінти, прокладки, кожухи |
| Ст2         | Деталі металоконструкцій: рами, осі, валики, цементовані деталі |
| Ст3         | Рами, деталі, що піддаються цементації і ціануванню, від яких вимагається висока твердість поверхні при невисокій твердості серцевини, гаки кранів, кільця, циліндри, шатуни, кришки |
| Ст4         | Вали, осі, тяги, пальці, болти, гайки, деталі при невисоких вимогах до міцності |
| Ст5         | Вали, осі, зірочки, кріпильні деталі, зубчасті колеса, шатуни, деталі при підвищених вимогах до міцності                                                                             |
| Ст6         | Вали, осі, бойки молотів, шпинделі, муфти кулачкові і фрикційні, деталі з високою міцністю                                                                                           |

### Призначення вуглецевих конструкційних якісних сталей
| Марки сталі | Призначення |
| ----------- | --- |
| 0,8; 10     | Деталі, що виготовляються холодним штампуванням та висаджуванням, трубки, прокладки, ковпачки, кріпильні деталі. Деталі, що підлягають цементації та ціануванню, що не вимагають високої міцності серцевини: втулки, валики, опори, копіри, зубчасті колеса, фрикційні диски |
| 15; 20      | Малонавантажені деталі: валики, пальці, упори, копіри, осі, шестерні. Тонкі деталі, що працюють на стирання, важелі, траверси, вкладиші, болти, стяжки та ін. |
| 30; 35      | Деталі, що зазнають невеликих напружень: осі, шпинделі, зірочки, тяги, траверси, важелі, диски, вали |
| 40; 45      | Деталі, від яких вимагається підвищена міцність: колінчасті вали, шатуни, зубчасті вінці, розподільчі вали, маховики, зубчасті колеса, шпильки, храповики, плунжери, шпинделі, фрикційні диски, осі, муфти, зубчасті рейки та ін.                                            |
| 50; 55      | Зубчасті колеса, прокатні валики, штоки, бандажі, вали, ексцентрики, малонавантажені пружини, ресори та ін. |

### Призначення окремих видів легованих конструкційних сталей
| Марки сталі        | Призначення |
| ------------------ | --- |
| 15Х; 20Х           | Деталі, переважно дрібні, що піддаються цементації і гартуванню і котрі працюють в умовах тертя: втулки, пальці, зубчасті колеса, штовхачі, валики і т.і.                |
| 30Х                | Деталі, великого розміру, що піддаються гартуванню і відпуску і мають підвищену міцність у порівнянні із вуглецевими сталями: осі, валики, важелі, болти, гайки і т. ін. |
| 38ХА; 40Х          | Навантажені деталі, що піддаються гартуванню і відпуску: вали, осі, колінчасті вали, пальці, важелі, зубчасті колеса, відповідальні болти, шпильки                       |
| 45Х; 50Х           | Деталі, що працюють в умовах тертя без значних ударних навантажень: вали, осі, великі зубчасті колеса                                                                    |
| 15Г; 20Г; 25Г      | Деталі, що піддають цементації та ціануванню: кулачкові вали, зубчасті колеса, шарніри муфт, пальці, тяги                                                                |
| 40Г; 45Г; 50Г      | Деталі, що зазнають зношення при великих навантаження: диски тертя, шліцьові, карданні, розподільчі, півосі, анкерні болти, шпильки і т. д.                              |
| 18ХГСА             | Зварні конструкції |
| 45ХН; 50ХН; 20ХН3А | Крупні відповідальні деталі: колінчасті вали, шатуни, зубчасті колеса, болти, роторні деталі, циліндри низького тиску                                                    |